# Kenneth I. Pargament
Kenneth I. Pargament (ur. 3 listopada 1950 w Waszyngtonie) - profesor psychologii na Uniwersytecie Stanowym w Bowling Green. Jego główne zainteresowanie  naukowe to badanie roli, jaką religijność i duchowość odgrywają w procesie radzenia sobie ze stresem i traumą. Starania Pargamenta ukierunkowane są na stworzenie ugruntowanych poglądów w kwestii religijności i duchowości, aby mogły stać się one przedmiotem uwagi naukowców i profesjonalistów z różnych dziedzin. Badacz religijności i jej związków ze zdrowiem psychicznym, autor książek i artykułów o tej tematyce,  praktykujący psycholog kliniczny.

## Kariera zawodowa
Pargament stopień naukowy doktora uzyskał w 1977 roku na Uniwersytecie w Maryland, a w roku 1988 mianowany został profesorem psychologii na Uniwersytecie Stanowym w Bowling Street. Wieloletni szef Sekcji Psychologii Religii Amerykańskiego Towarzystwa Psychologicznego.  
Dotychczas opublikował ponad 200 artykułów na temat religii i duchowości w psychologii. Zyskał światowe uznanie za swój naukowy wkład w dziedzinie psychologii religii i prowadzenie klinicznie istotnych badań, analizujących rolę religii w kontekście zdrowia psychicznego. Jest autorem dwóch książek, które nie zostały jeszcze przetłumaczone na język polski: The Psychology of Religion and Coping: Theory, Research, Practice (1997) oraz Spiritually Integrated Psychotherapy: Understanding and Addressing the Sacred (2007).

## Poglądy i osiągnięcia
W ostatnich latach Pargament rozwinął teorię religijnego radzenia sobie z trudnymi wydarzeniami życiowymi, będącą adaptacją ogólnej teorii radzenia sobie ze stresem. Podejście to, opisywane jako poznawcze, procesualne i pragmatyczne, wyjaśnia udział religii w poszczególnych etapach radzenia sobie ze stresem oraz mechanizmy, przez które ten udział się dokonuje.  Pargament terminem „religia” określa doświadczenia, postrzegane przez osobę lub społeczność jako będące w relacji do sfery świętości. Natomiast „religijność” definiuje jako proces poszukiwania znaczenia w sposób odnoszący się do sacrum. Badacz wskazuje na pięć funkcji, które religia pełni w sytuacji stresowej. Są to: nadawanie sensu; uzyskanie kontroli; pociecha duchowa; zwiększenie intymności duchowej; przemiana życia. 
Pargament, wraz ze swoimi współpracownikami, stworzył kwestionariusz zwany RCOPE. Narzędzie to miało służyć badaczom w pomiarze ogromnej liczby sposobów religijnego radzenia sobie oraz pomóc praktykom w lepszym wcielaniu wymiarów religijności i duchowości w terapię. Skrócona wersja RCOPE – tzw. Brief RCOPE - powstała w wyniku przeprowadzenia analizy czynnikowej pełnej wersji kwestionariusza i stała się najbardziej powszechnie używanym narzędziem do pomiaru religijnego copingu. Brief RCOPE składa się z dwóch podskal (w sumie 14 itemów), mierzących pozytywne i negatywne strategie radzenia sobie religijnego.
Do dziś działa, utworzony końcem lat 70. przez Pargamenta,  zespół badawczy, który  obecnie znany jest jako SPiRiT (Spirituality and Psychology Research Team). Skupia on  osoby reprezentujące różne tradycje religijne i zajmuje się badaniem pozytywnych i negatywnych aspektów religijności i duchowości w życiu człowieka. Cztery główne obszary badań w tym zakresie to: religia jako źródło zasobów albo obciążenie w radzeniu sobie ze stresem życiowym; uświęcenie (definiowane jako spostrzeganie jakiegoś aspektu życia jako posiadającego duchowe znaczenie i charakter);  efektywność interwencji psychoduchowej (włączanie komponentu duchowego do terapii); religia i rodzina.
W swoich pracach Pargament docieka między innymi tego, jak ludzie definiują pojęcia religijności i duchowości, jakie spostrzegają powiązanie pomiędzy nimi oraz bada związek odpowiedzi na te pytania z różnymi zmiennymi demograficznymi i psychospołecznymi. Autor wykazał na przykład, że negatywny wzorzec religijnego radzenia sobie w znaczący sposób wiąże się z występowaniem różnych form psychopatologii: lęku, fobii, depresji, obsesyjności – kompulsywności, czy somatyzacji. Natomiast badając metody radzenia sobie ze stresującymi zdarzeniami interpersonalnymi, doświadczanymi przez Muzułmanów żyjących w USA w związku z atakiem z  11 września, okazało się, że pozytywne religijne radzenie sobie jest związane ze wzrostem posttraumatycznym, a negatywny wzorzec wiąże się  z depresją.